# Ore 2: Calma piatta
Ore 2: Calma piatta es un cortometraje italiano de 2003 escrito y dirigido por Marco Pontecorvo y protagonizado por John Turturro. Fue proyectado en el Festival de Cine de Venecia el 3 de septiembre de 2003 y ganó el Nastro d'argento al mejor cortometraje en la edución número 40 del Encuentro Internacional de Cine de Sorrento. Ore 2: Calma piatta es el primer trabajo como director de Pontecorvo, quien había empezado a trabajar como director de fotografía.

## Argumento
Andrea (Turturro), un ingeniero, sufre fobia a los tiburones. Un día, solo en la piscina de su club deportivo, trata de mantener bajo control la situación, controlando constantemente lo que lo rodea bajo el agua. Todo esto se lleva a cabo bajo la atenta mirada del socorrista que queda asombrado cuando la irracionalidad y el miedo dominan al ingeniero, que, impulsado por el orgullo y la vergüenza, se sumerge de nuevo haciendo de cuenta que bate un nuevo récord. Esta vez algo hace clic en Andrea: imágenes y voces de su vida actual se agolpan en su cabeza llevándolo a hacer frente a "la bestia".

## Reparto
- John Turturro como Andrea.
- Donato Placido como Bagnino.
- Anna Orso como Signora.
- Riccardo Donna
- Lea Polger